# تروا-پیستول، کبک
تروا-پیستول (به فرانسوی: Trois-Pistoles) شهرکی در منطقه شهری له باسک ناحیه با-سن-لوران در استان کبک کانادا است. در سرشماری سال ۲۰۱۱ این شهرک ۳٬۵۷۵ نفر جمعیت داشته‌است و مساحت آن ۷٫۷۴ کیلومتر مربع است.